# Earthworks Underground Orchestra
Earthworks Underground Orchestra è il decimo album (registrato dal vivo) del gruppo jazz britannico Earthworks.

## Tracce
1. Libreville – 8:09
2. Up north – 7:56
3. Pigalle – 5:35
4. Speaking in wooden tongues – 8:45
5. Footloose and fancy free – 10:31
6. Bajo del sol – 9:29
7. It needn’t end in tears – 8:43
8. The wooden man sings, and the stone woman dances – 13:30
9. Thud – 5:36
10. Rosa ballerina – 5:12

## Formazione
- Bill Bruford (batteria, percussioni)
- Tim Garland (sax tenore e soprano, flauto, clarinetto)
- Mike Pope (basso elettrico, basso acustico)
- Henry Hey (piano)
- Chris Karlic (sax baritono, flauto)
- Robin Eubanks (trombone)
- Rock Ciccarone (trombone)
- Alex Sipiagin (tromba)
- Jon Owens (tromba)